# Кумбрес де Сан Бартоломе
Кумбрес де Сан Бартоломе (на испански: Cumbres de San Bartolomé) е населено място и община в Испания. Намира се в провинция Уелва, в състава на автономната област Андалусия. Общината влиза в състава на района (комарка) Сиера де Уелва. Заема площ от 145 km². Населението му е 459 души (по преброяване от 2010 г.). Разстоянието до административния център на провинцията е 145 km.

## Демография
| 1996 | 1998 | 1999 | 2000 | 2001 | 2002 | 2003 | 2004 | 2005 | 2006 |
| ---- | ---- | ---- | ---- | ---- | ---- | ---- | ---- | ---- | ---- |
| 597  | 575  | 572  | 575  | 557  | 553  | 541  | 523  | 500  | 490  |